# Agnes Arber

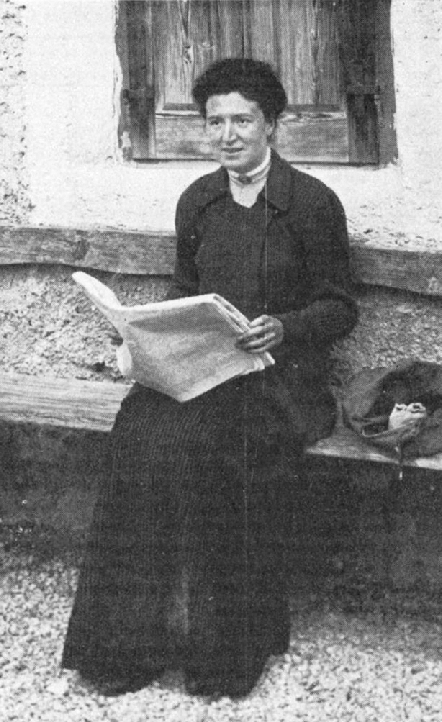
Agnes Arber im Jahr 1911, aufgenommen von ihrem Ehemann

Agnes Arber, geborene Agnes Robertson (* 23. Februar 1879 in London; † 22. März 1960 in Cambridge), war eine englische Botanikerin. Sie ist hauptsächlich für ihre Studien zur vergleichenden Anatomie der Pflanzen, speziell der Einkeimblättrigen (Liliopsida, früher Monocotyledoneae), bekannt. Ihr offizielles botanisches Autorenkürzel lautet „A.Arber“.  

## Leben und Wirken

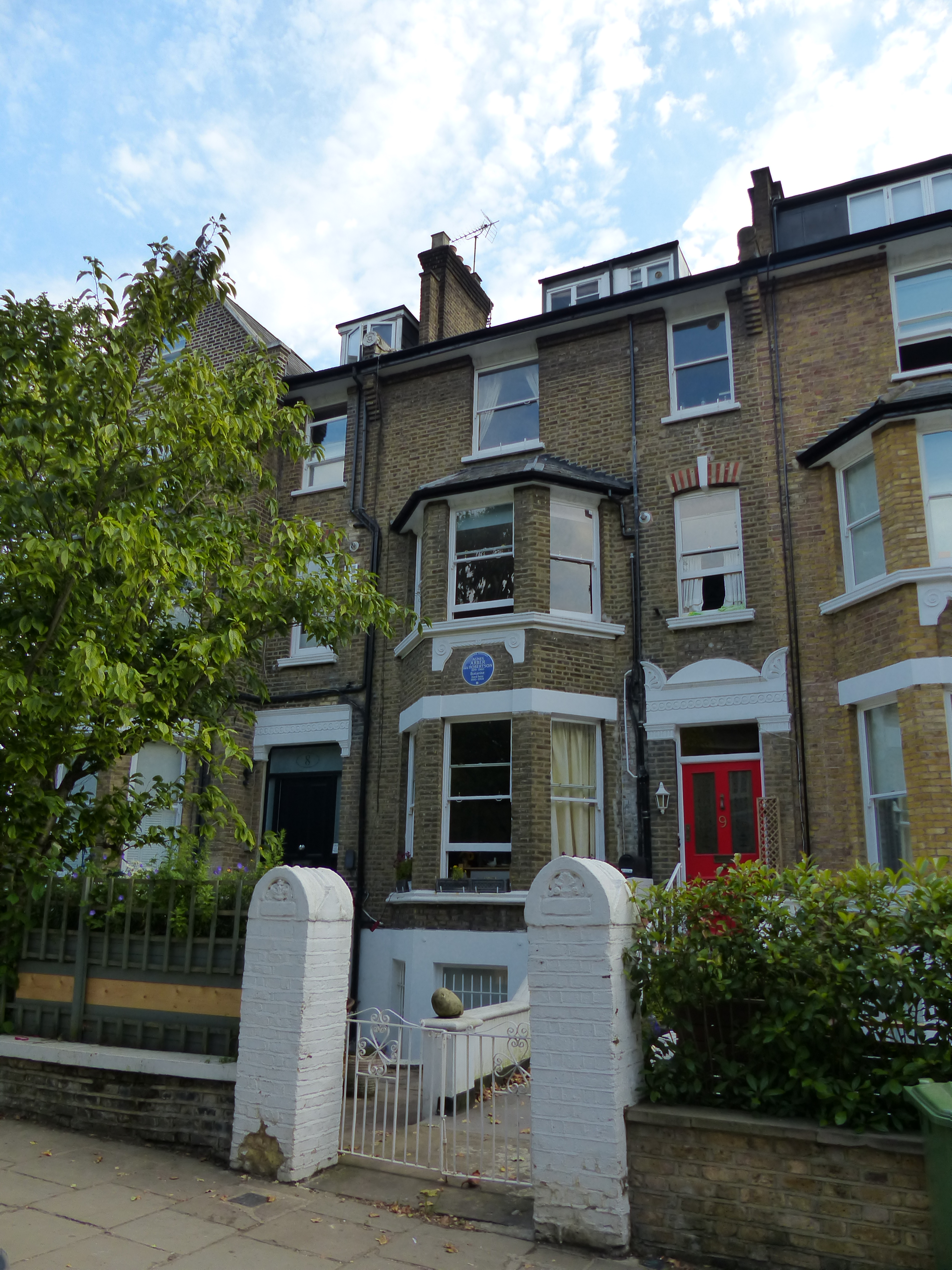
Von 1890 bis 1909 lebte Agnes Arber in diesem Londoner Wohnhaus (2020)

Agnes Robertson war die Tochter von Henry Robert Robertson, der eine Privatschule in Slough betrieb, und seiner Frau Agnes Lucy Turner.
Sie besuchte die Universität London, wo sie 1899 ihren B.Sc. und 1905 ihren D.Sc. machte; danach schloss sie an der Universität Cambridge mit dem M.A. ab.  Ab 1902 nahm Agnes Arber bei Ethel Sargant eine Tätigkeit als Forschungsassistentin auf. 1909 heiratete sie Edward Alexander Newell Arber, einen Paläobotaniker an der Universität Cambridge.
Agnes und E. A. N. Arbers Tochter war die Geologin und erste Präsidentin des Sedgwick Museum of Earth Sciences der Universität Cambridge Muriel Agnes Arber (1913–2004).

## Ehrungen

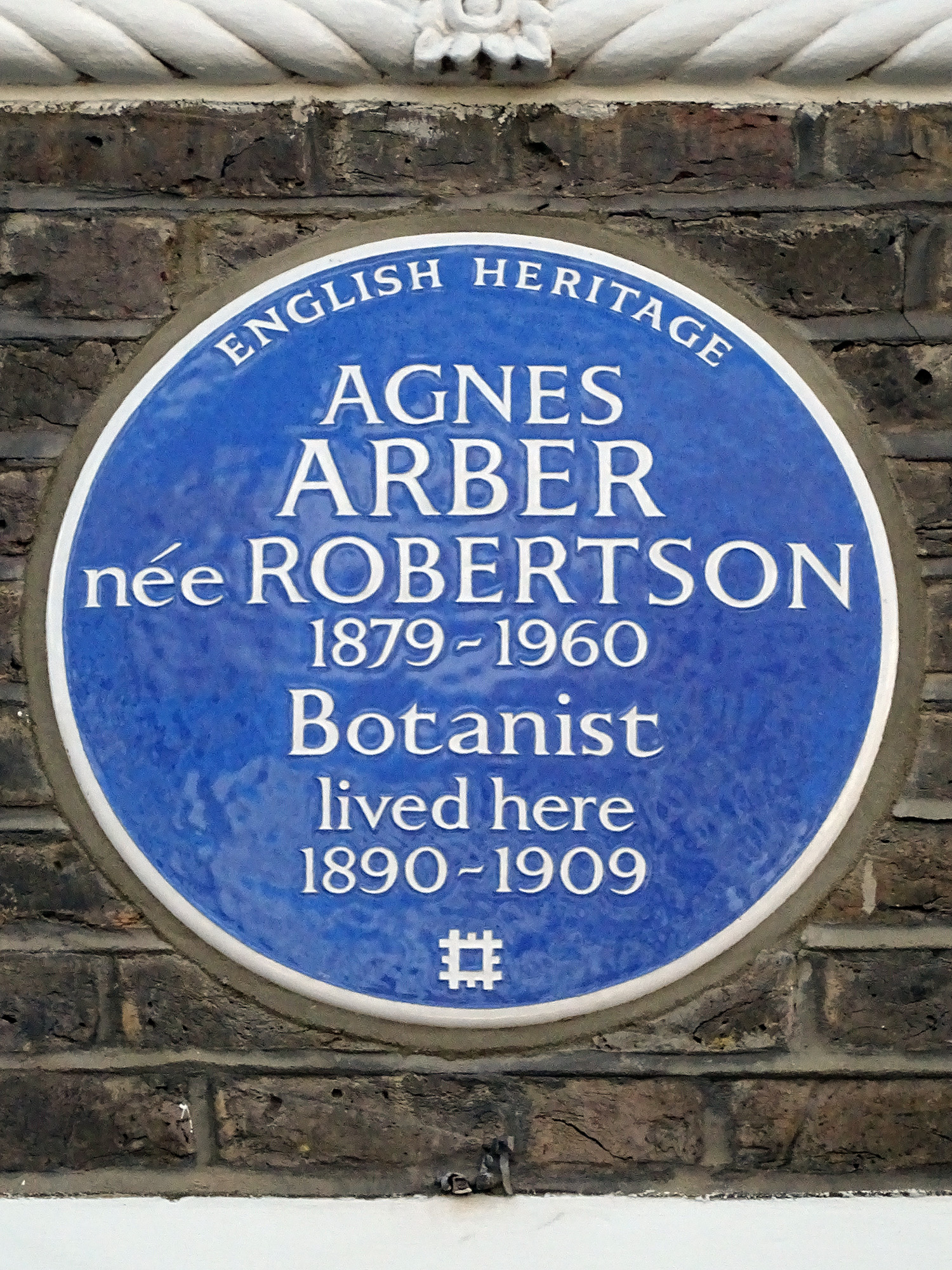
Erinnerungsplakette am Wohnhaus im Stadtbezirk London Borough of Camden (2018)

1908 wurde sie Mitglied der Linnean Society of London, von der sie 1948 die Linné-Medaille erhielt. 1946 wurde sie – als erster weibliche Botanikerin überhaupt – als Mitglied („Fellow“) in die Royal Society gewählt. Sie war auch korrespondierendes Mitglied der Botanical Society of America.
Nach ihr ist die Pflanzengattung Arberella Soderstr. & C.E.Calderón aus der Familie der Süßgräser (Poaceae) und die Pilzgattung Arberia Nieuwl. benannt.
Im Mai 2024 wurde ein Weg im Botanischen Garten Mainz nach ihr benannt.

## Veröffentlichungen
- Herbals: Their Origin and Evolution. A chapter in the history of botany. 1912; 2. Auflage Cambridge 1938; Neudruck ebenda 1953. Ein Verzeichnis von Kräutern, die zwischen 1470 und 1670 veröffentlicht wurden. doi:10.5962/bhl.title.31068 doi:10.5962/bhl.title.55453

Vergleichende Anatomie:
- Water Plants: A Study of Aquatic Angiosperms. University Press, Cambridge 1920 doi:10.5962/bhl.title.18925 doi:10.5962/bhl.title.17150
- Devonian floras: A Study of the Origin of Cormophyta. University Press, Cambridge 1921 doi:10.5962/bhl.title.56742 doi:10.5962/bhl.title.7698
- Monocotyledons: A Morphological Study. 1925.
- The Gramineae: A Study of Cereal, Bamboo and Grass. 1934.

In späteren Werken wird ihr Interesse an Philosophie sichtbar:
- The Natural Philosophy of Plant Form. 1950.
- The Mind and the Eye: A Study of the Biologist's Standpoint. 1954.
- The Manifold and the One. 1957.